# Bretleben
Bretleben est une ancienne commune allemande de l'arrondissement de Kyffhäuser, Land de Thuringe.

## Géographie
Bretleben se situe sur la rive droite de l'Unstrut, où, entre le Kyffhäuser et le Hohe Schrecke, elle traverse la Diamantene Aue.
|            | Ringleben  |           |
| Oldisleben | Bretleben  | Reinsdorf |
|            | Heldrungen |           |

La commune se trouve sur la ligne de Sangerhausen à Erfurt. Le croisement de la Bundesautobahn 71 et de la Bundesstraße 86 est dans son territoire.

## Histoire
Bretleben est mentionné pour la première fois au début du IXe siècle sous le nom de Bretalaho dans le répertoire des biens de l'abbaye d'Hersfeld.